# سیلویا مارتی
سیلویا مارتی (کاتالونیایی: Silvia Marty؛ زادهٔ ۱۰ ژوئیهٔ ۱۹۸۰) بازیگر و خواننده اهل اسپانیا است.
از فیلم‌ها یا مجموعه‌های تلویزیونی که وی در آن‌ها نقش داشته است، می‌توان به یک گام به پیش و اُبیه‌دو اکسپرس اشاره نمود.